# Regering-Andrássy

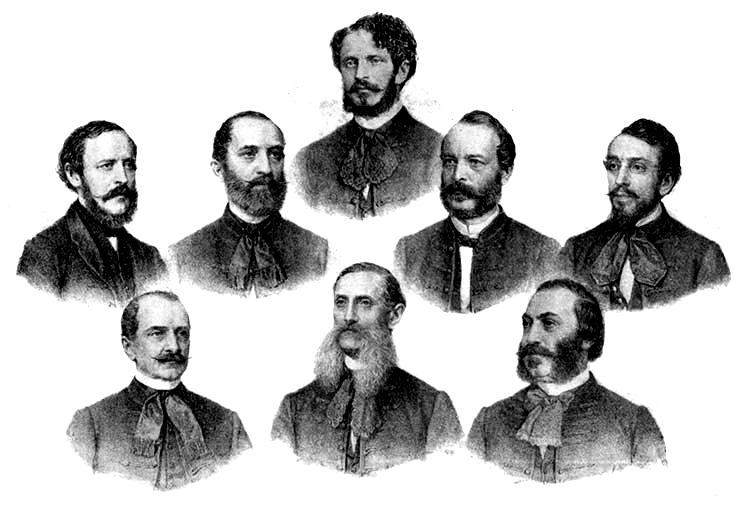
De regering-Andrássy

De regering-Andrássy was de eerste regering die Hongarije bestuurde na de Oostenrijks-Hongaarse Ausgleich. De regering was in functie van 20 februari 1867 tot 14 november 1871 en stond onder leiding van graaf Gyula Andrássy.

## Geschiedenis

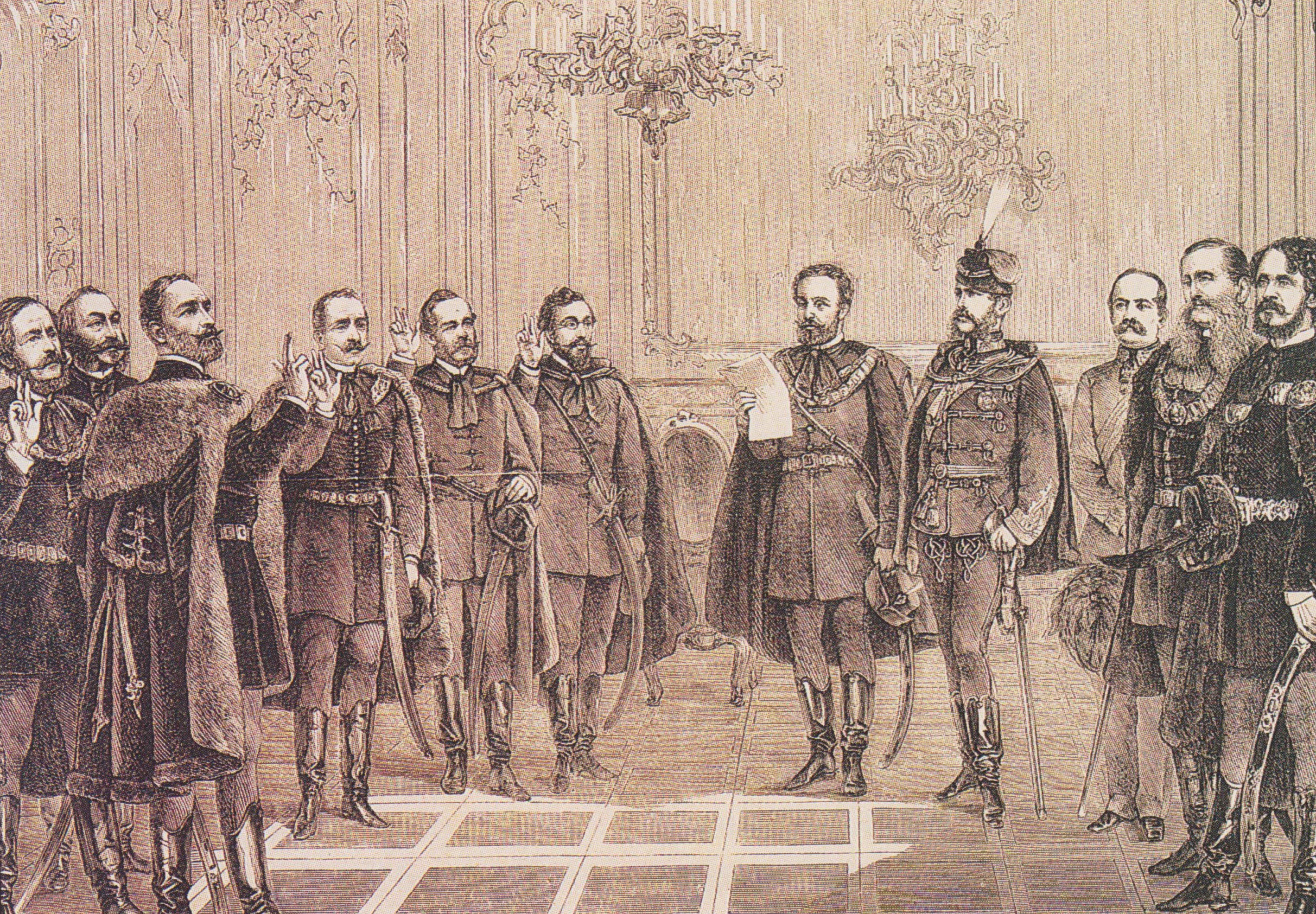
Eedaflegging van de regering

Na het afsluiten van de Ausgleich verzocht keizer Frans Jozef I graaf Gyula Andrássy, op voorstel van Ferenc Deák, om een regering te vormen. Dit was de eerste Hongaarse regering sinds de regering-Szemere in 1849 ontbonden was. Een van de verwezenlijkingen van de nieuwe regering was het afsluiten van de Hongaars-Kroatische Ausgleich. Toen Andrássy op 14 november 1871 Oostenrijks-Hongaars minister van Buitenlandse Zaken werd, kwam er ook een einde aan zijn regering. Graaf Menyhért Lónyay nam zijn ambt en regering over.

## Samenstelling
| Functie en bevoegdheden                                     | Naam                       | Termijn                             | Partij                          |
| ----------------------------------------------------------- | -------------------------- | ----------------------------------- | ------------------------------- |
| Premier Minister van Defensie                               | Gyula Andrássy             | 20 februari 1867 – 14 november 1871 | Deák-partij                     |
| Minister van Binnenlandse Zaken                             | Béla Wenckheim             | 20 februari 1867 – 21 oktober 1869  | Deák-partij                     |
| Minister van Binnenlandse Zaken                             | Pál Rajner                 | 21 oktober 1869 – 10 februari 1871  | Deák-partij                     |
| Minister van Binnenlandse Zaken                             | Vilmos Tóth                | 10 februari 1871 – 14 november 1871 | Deák-partij                     |
| Minister van Financiën                                      | Menyhért Lónyay            | 20 februari 1867 – 21 mei 1870      | Deák-partij                     |
| Minister van Financiën                                      | Károly Kerkapoly           | 21 mei 1870 – 14 november 1871      | Deák-partij                     |
| Minister van Justitie                                       | Boldizsár Horvát           | 20 februari 1867 – 5 juni 1871      | Deák-partij                     |
| Minister van Justitie                                       | István Bittó               | 5 juni 1871 – 14 november 1871      | Deák-partij                     |
| Minister naast de Koning                                    | György Festetics           | 20 februari 1867 – 19 mei 1871      | onafhankelijk                   |
| Minister naast de Koning                                    | Béla Wenckheim             | 19 mei 1871 – 14 november 1871      | Deák-partij                     |
| Minister van Godsdienst en Onderwijs                        | József Eötvös              | 20 februari 1867 – 2 februari 1871  | Deák-partij                     |
| Minister van Godsdienst en Onderwijs                        | József Szlávy (waarnemend) | 2 februari 1871 – 10 februari 1871  | Deák-partij                     |
| Minister van Godsdienst en Onderwijs                        | Tivadar Pauler             | 10 februari 1871 – 14 november 1871 | Deák-partij                     |
| Minister van Landbouw, Nijverheid en Handel                 | István Gorove              | 20 februari 1867 – 23 mei 1870      | Deák-partij                     |
| Minister van Landbouw, Nijverheid en Handel                 | József Szlávy              | 23 mei 1870 – 14 november 1871      | Deák-partij                     |
| Minister van Openbare Werken en Transport                   | Imre Mikó                  | 20 februari 1867 – 21 april 1870    | Deák-partij                     |
| Minister van Openbare Werken en Transport                   | István Gorove              | 21 april 1870 – 21 juni 1871        | Deák-partij                     |
| Minister van Openbare Werken en Transport                   | Lajos Tisza                | 21 juni 1871 – 14 november 1871     | Deák-partij                     |
| Minister van Kroatisch-Slavoons-Dalmatische Aangelegenheden | Koloman Bedeković          | 20 februari 1867 – 14 november 1871 | Kroatische Unionistische Partij |